# Xã Adler, Quận Nelson, Bắc Dakota
Xã Adler (tiếng Anh: Adler Township) là một xã thuộc quận Nelson, tiểu bang Bắc Dakota, Hoa Kỳ. Năm 2010, dân số của xã này là 30 người.